# Ouroun
Ouroun is een gemeente (commune) in de regio Sikasso in Mali. De gemeente telt 5500 inwoners (2009).